# 板垣李光人
板垣李光人（日语：／ Itagaki Rihito；2002年1月28日—）是日本男演員，出身自山梨縣，星塵傳播旗下藝人。曾擔任日本晚間新聞節目news zero星期三及星期五晚的主持人。

## 作品列表

### 電影
- 奴隸區 我與23個奴隸（2014年）：飾演 江戶川龍櫻
- 最後一命（2014年）：飾演 冴木裕一（幼少期）
- ピラメキ子役恋ものがたり〜子役に憧れるすべての親子のために〜（2014年）：飾演 谷口秀平
- 惡與假面的規則（2018年1月13日）：飾演 久喜文宏（幼少期）
- 凜（日语：凜-りん-）（2019年2月22日，KATSU-do（日语：KATSU-do））：飾演 石倉圭
- 幪面超人平成 Generations Forever（2018年12月22日）：飾演 烏爾
- 約定的夢幻島（2020年12月18日）：飾演 諾曼
- 堀與宮村 劇場版（2021年2月5日）：飾演 柳明音
- 金槍魚風味電台〜我們的下雨天〜（2021年2月11日）：飾演 セルガ
- 反正我就廢（日语：ゾッキ）（2021年4月2日）：飾演 便利店店員
- 千輝同學未免甜得過火（2023年3月3日）：飾演 手塚颯馬
- 與你在世界終結之日-FINAL（2024年1月26日）：飾演
- 陰陽師0（2024年4月19日）：飾演 帝
- 藍色時期（2024年8月9日）：飾演 高橋世田介
- 八犬伝（2024年10月25日）：飾演 犬坂毛野
- 工作細胞（2024年12月13日）：飾演 新米赤血球
- 吸吸吸吸吸血鬼（2025年7月4日）：飾演 立野李仁

### 動畫電影
- 鏡之孤城（2022年12月23日）：飾演 昴[1]
- 貝里琉 -樂園的格爾尼卡-（2025年12月5日）：主演・田丸均[2]

### 電視劇
- 女醫・倉石祥子 第2集（2013年8月23日，富士電視台）：飾演 木下健太（幼少期）
- 大河劇（NHK）
  - 花燃燒（2015年）：飾演 吉田寅次郎（少年時期）
  - 直衝青天 第18回－第27回（2021年6月13日－9月19日）：飾演 德川昭武
  - 怎麼辦家康 第15回－第43回（2023年4月23日－11月12日）：飾演 井伊直政
- 相棒 season15 第1集（2016年10月12日，朝日電視台）：飾演 梶原脩人（少年時期）
- 鐵證懸案～真相之門～ 第5集（2016年11月19日，WOWOW）：飾演 篠田祐樹（中學生）
- 閣樓戀人 第3集（2017年6月17日，東海電視台）：飾演 裕治
- 只是先出生的我（2017年10月14日－12月16日，日本電視台）：飾演 奥寺涼太
- 幪面超人時王（2018年9月2日－2019年8月25日，朝日電視台））：飾演 烏爾
- 在神酒診所乾杯（2019年1月12日－3月30日，BS東視、TELEPACK）：飾演 天久翼
- 接下來是倫理課（2021年1月16日－3月13日，NHK）：飾演 都幾川幸人
- 堀與宮村（2021年2月16日－3月28日，每日放送）：飾演 柳明音
- Colorful Love～無性別男孩熱戀中。～（2021年4月1日－6月4日，讀賣電視台、日本電視台）：主演・相馬周（與吉川愛雙主演）
- 24小時電視 「愛心救地球」 學生可以重新開始人生的學校（2021年8月21日，日本電視台）：飾演 乃木翔
- 來世要好好地做第二季 第6集－最終集（2021年9月16日－9月30日，東京電視台）：飾演
- 奔馳向風的彼方（2021年12月18日、25日，NHK綜合）：飾演 木崎誠
- 恐怖繪本 season4（2022年1月7日，NHK教育)
- 四十雀（2022年1月7日－3月26日，東京電視台）：飾演 橘千秋
- INVISIBLE（2022年4月15日－6月17日，TBS）：飾演 MA君 / 澤渡萬太郎
- silent（2022年10月6日－12月22日，富士電視台）：飾演 青羽光
- 忍者結婚很難 第3集（2023年1月19日，富士電視台）：飾演 山田和樹
- 費馬的料理（2023年10月20日－12月22日，TBS）：飾演 乾孫六
- 火星-零的革命-（2024年1月23日－3月19日，朝日電視台）：飾演 逢澤渾一 / ICON
- 秘密〜THE TOP SECRET〜（2025年1月20日－4月7日，關西電視台・富士電視台）：主演・薪剛（與中島裕翔雙主演）
- 幸福的婚姻（2025年7月17日－，朝日電視台）：飾演 鈴木李歐（鈴木レオ）[3]
- 怪變（2025年－，NHK）：飾演 雨清水三之丞[4]

### 網絡劇
- 左撇子艾倫（2019年，U-NEXT）：飾演 流川春
- 今際之國的闖關者（2020年12月10日，Netflix）：飾演 水鷄光（學生時代）
- 幪面超人時王（2021年）：飾演 烏爾
  - RIDER TIME 假面騎士ZI-O VS DECADE / 7人的ZI-O！（2021年2月9日－21日，TELASA)
  - RIDER TIME 假面騎士DECADE VS ZI-O / DECADE館的死亡遊戲（2021年2月9日－21日，東映特撮Fan Club)

### 非戲院首映
- 假面騎士BiBiBi的膽小月津（2019年9月）：飾演 少年
- 假面騎士ZI-O NEXT TIME（2020年4月22日，東映）：飾演 烏爾

### 廣告
- Panasonic「LUMIX GM」Short Film（2013年11月）
- SKE48（白組）「体育館で朝食を」（2012年9月）
- 浜崎貴司（日语：浜崎貴司） Album 『ガチダチ』浜崎貴司（日语：浜崎貴司）×奧田民生（2013年1月）

### 舞台
- 孩子們的遊戲（2015年8月20日－30日，博品館劇場（日语：博品館劇場））：飾演 羽山秋人
- アンジェラ（2016年2月17日－20日，新宿村LIVE）：飾演 ロロ
- 音樂劇青春-AOHARU-鉄道
  - 「青春-AOHARU-鉄道2 〜信越地方よりアイをこめて〜」：飾演 長野新幹線
    - 東京公演（2016年11月9日－13日，AiiA 2.5 Theater Tokyo)
    - 神戸公演（2016年11月18日－20日，新神戸オリエンタル劇場

  - 「青春-AOHARU-鉄道3」：飾演 長野新幹線・上越線
    - 東京公演（2018年5月9日－13日，品川プリンスホテル クラブeX）
    - 神戸公演（2018年5月18日－19日，新神戸オリエンタル劇場）

  - 音樂劇『青春-AOHARU-鉄道』演唱會 Rails Live 2019 ：飾演 長野新幹線・上越線
    - 東京公演（2019年10月30日－31日，舞濱圓形劇場)
    - 大阪公演（2019年11月3日－4日，COOL JAPAN PARK OSAKA WWホール）
- Live Musical搖滾少女：飾演 賽連
  - 「SHOW BY ROCK!!」 〜THE FES II-Thousand XVII〜（2017年5月11日－13日，Shinagawa Prince Hotelステラボール）
  - 「SHOW BY ROCK!!」〜THE FES 2018〜（2018年6月26日－27日，Zepp DiverCity）
  - 「SHOW BY ROCK!!」－狂騒のBloodyLabyrinth－
    - 東京公演（2018年8月30日－9月9日，天王洲銀河劇場（日语：天王洲銀河劇場））
    - 大阪公演（2018年9月14－17日，梅田藝術劇場 劇場・話劇城）

### 綜藝節目
- ゆる系忍者隊ニンスマン（2020年10月4日－）
- 痛快TV スカッとジャパン（日语：痛快TV スカッとジャパン）「不良少女とオタク少年に起きた奇跡」（2015年2月17日，富士電視台)：飾演 杉山哲也

### 電台
「オールナイトニッポンiおしゃべや」ゆうたろう×板垣李光人のおしゃべや〜#ぱじゃま男子会〜（2019年7月1日－）

### 其他
- MURASAKI SPORTS「CREW&HOODIE スウェットコレクション」（2013年10月）
- MURASAKI SPORTS「福袋服裝搭配」（2013年11月）
- 「JENNI」宣傳單張・新聞廣告・雜誌廣告・促銷商品（2014年3月）
- ニコ☆プチ（日语：ニコ☆プチ） Men's model（2015年－2017年）

## 書籍

### 寫真集
- Rihito 18（2020年6月17日發售/SDP STARDUST・PICTURES，撮影：安藤政信・市原隼人・三浦貴大/ISBN 978-4-906953-78-3）[5]

## 外部連結
- 經紀公司個人資料頁面（日語）
- 官方网站（日語）
- 板垣李光人的X（前Twitter）
- 板垣李光人的Instagram帳戶